# Эшвеге, Вильгельм Людвиг фон
Барон Вильгельм Людвиг фон Эшвеге (нем. Wilhelm Ludwig von Eschwege; 1777—1855) — немецкий геолог, минералог и географ, член-корреспондент российской Императорской академии наук (1815).

## Биография
Родился 10 ноября (по другим данным 15 ноября) 1777 года в крепости Ауэ, близ города Эшвеге немецкого княжества Гессен и происходил из
старинного гессенского рода.
В Гёттингенском университете изучал юриспруденцию и экономику, в Марбургском университете — геогнозию, минералогию и горное дело. По завершении образования в 1800 году, работал в Горном управлении в Рихельсдорфе (Гессен). В 1802 году он был назначен директором металлургического завода компании «Foz de’Agle» в португальской провинции Эстремадура. Во время вторжения наполеоновских войск в Португалию, в 1807 году, был произведён в звание капитана артиллерии португальской армии.
В 1810 году Вильгельм Эшвеге был избран членом Академии наук Лиссабона и повелением королевы Португалии зачислен на государственную службу — стал представителем Португалии в Бразилии (которая в то время была самой богатой колонией Португалии). До 1821 года он жил в столице наиболее экономически развитого бразильского штата Минас-Жерайс. На месторождениях штата добывались золото, алмазы, изумруды, железная руда, цинк, алюминий, фосфаты и самоцветные минералы, пятая часть которых отправлялись в Португалию. Эшвеге руководил всеми горно-геологическими работами, создал металлургическую промышленность Бразилии, основав 28 чугунолитейных заводов.
Занимаясь экономическими вопросами, Эшвеге одновременно проводил в Бразилии геологические и географические исследования, организовывал и руководил экспедиционными работами. В 1811—1814 годах он исследовал горы Серра-ду-Эспиньясу в центральной части штата Минас-Жерайс и составил первые карты этого района. В 1817 году стал генеральным директором всех золотодобывающих предприятий Бразилии и заведующим Минеральным кабинетом страны. Положив начало изучению геологии рудных месторождений, он заслужил славу «отца бразильской геологии». Пять работ Вильгельма Эшвеге по геологии Бразилии, опубликованные в Германии, стали основой его научного наследия.
Когда в 1822 году Бразилия стала независимым государством, португальцы покинули страну и Эшвеге вернулся в Португалию. В 1830 году вышел в свет его двухтомный труд «Brasilien: Die neue Welt in topographischer, geognostischer, bergmấnnischer, naturhistorischer, politischer und statistischer Hinsicht wấhrend eines elfjấhrigen Aufenthaltes von 1810 bis 1821; mit Hinweisung auf die neueren Begebenheiten». В 1832 году он опубликовал монографию о геологии Бразилии «Beitrấge zur Gebirgskunde Brasiliens». В 1833 году была опубликована последняя книга из цикла работ Эшвеге о Бразилии «Pluto brasiliensis: Eine Reihe von Abhandlungen ṻber Brasiliens Gold-, Diamanten und anderen mineralischen Reichthum, ṻber die Geschichte seiner Entdeckung, ṻber das Vorkommen seiner Lagerstấtten, des Betriebs, der Ausbeute und die daraufbezṻgliche Gesetzgebung u.s.w.».

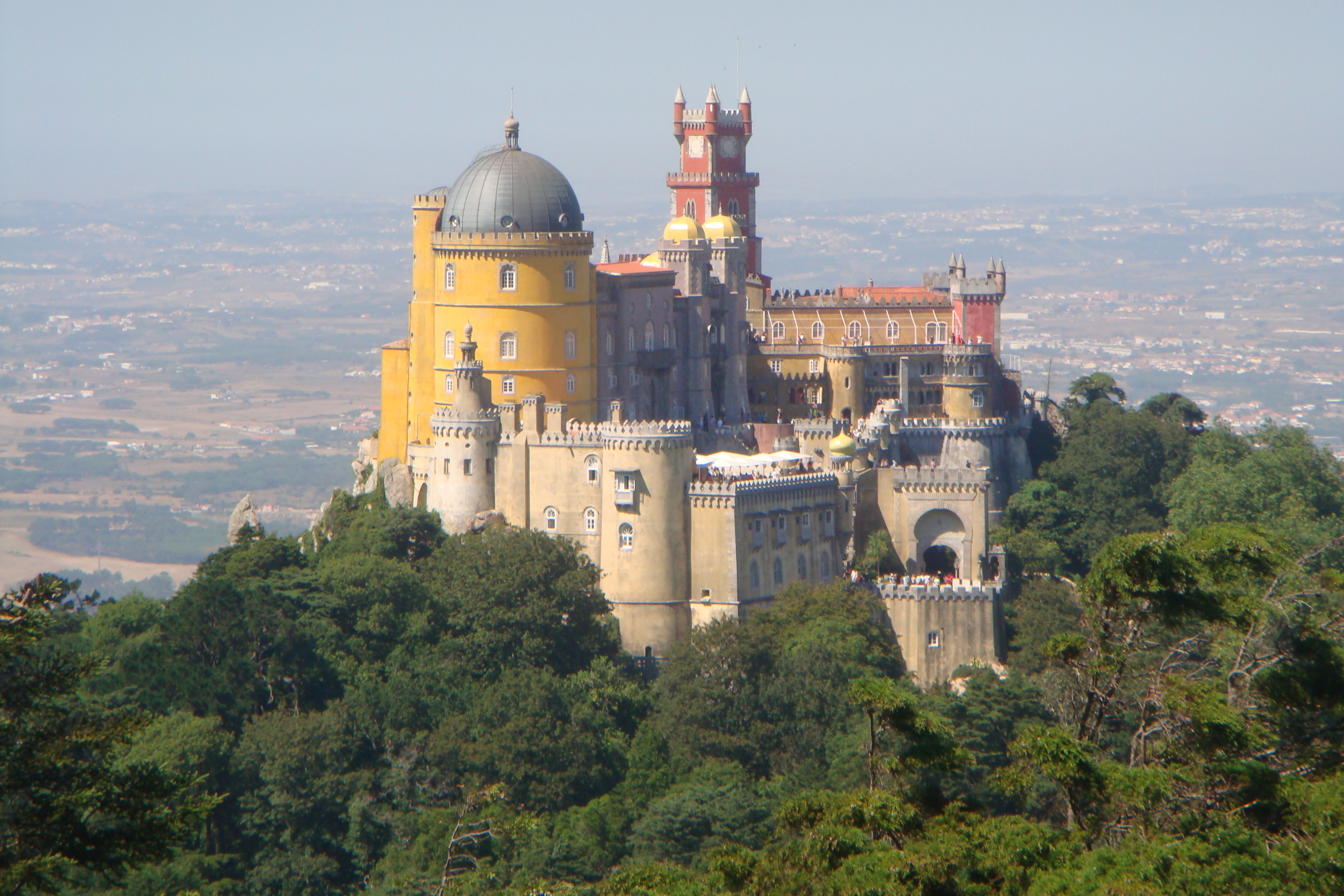
Дворец Пена в Синтре

По возвращении в Европу Вильгельм Эшвеге проводил время между Португалией и Германией. С 1824 года он возглавлял Горный департамент в Лиссабоне, в 1826 году издал краткое руководство по управлению горными работами в Португалии. Во время правления короля Мигеля I (1828—1834 годы) Эшвеге был вынужден по политическим мотивам покинуть Португалию и вернуться на родину, где был экспертом по горному делу. После вступления на португальский престол королевы Марии II, Эшвеге вновь пригласили на работу в Португалию. Получив звание генерал-лейтенанта, возглавил Горное ведомство. Проработав в этой стране около 30 лет, он дослужился до звания лейтенант-фельдмаршала и верховного горного советника. Также он был архитектором национального королевского дворца Пена в Синтре, недалеко от Лиссабона. Дворец, сочетающий в себе различные архитектурные стили, был построен в 1842—1854 годах и считается чудом Португалии. В 1995 году это замок был включён в список мирового культурного наследия ЮНЕСКО.
В Германии научные заслуги Вильгельма Людвига фон Эшвеге были признаны Баварской академией наук, и в 1846 году он был избран членом-корреспондентом Академии. Труды Эшвеге стали известны и в России. На заседании 22 февраля 1815 года в присутствии членов Академии барон Эшвеге  был избран членом-корреспондентом Императорской академии наук.
Эшвеге вышел на пенсию в 1850 году, поселившись в Гессене недалеко от своего родового гнезда. Умер 1 февраля 1855 года в местечке Wolfsanger, недалеко от города Кассель.

## Память
- В музее города Эшвеге знаменитому земляку отведена экспозиция, в которой представлена собранная им коллекция минералов и горных пород.
- В 1969 году в бразильском городе Диамантина, штат Минас-Жерайс, был открыт геологический центр имени Эшвеге, который оказывает поддержку выпусникам-геологам бразильских университетов, а также проводит для них практику по литологии и стратиграфии и двухнедельные курсы по геологии.
- В честь Вильгельма Эшвеге бразильский геохимик и минералог Д. Гимарайш назвал минерал эшвегеит — близкий или идентичный эвксениту[5].